# Хорхе Батталья
Хорхе Батталья (ісп. Jorge Battaglia, нар. 12 травня 1960, Асунсьйон) — парагвайський футболіст, що грав на позиції воротаря.
Виступав, зокрема, за клуби «Естудьянтес» та «Олімпія» (Асунсьйон), а також національну збірну Парагваю.

## Клубна кар'єра
У дорослому футболі дебютував 1980 року виступами за команду «Соль де Америка», в якій виступав до 1986 року з невеликою перервою на виступи у болівійському клубі «Болівар».
Своєю грою привернув увагу представників тренерського штабу аргентинського клубу «Естудьянтес», до складу якого приєднався 1986 року. Відіграв за команду з Ла Плати наступні чотири сезони своєї ігрової кар'єри. Більшість часу, проведеного у складі «Естудьянтес», був основним голкіпером команди і зіграв за клуб 119 ігор в усіх турнірах.
1991 року уклав контракт з клубом «Олімпія» (Асунсьйон), де мав замінити легенду клубу воротаря Евера Альмейду. Батталья провів у команді наступні шість років своєї кар'єри гравця і з клубом зі свого рідного міста здобув три національні чемпіонати та Рекопу Південної Америки 1991 року.
1998 року Батталья недовго пограв за перуанський клуб «Альянса Ліма», а завершив ігрову кар'єру того ж року у команді «Індепендьєнте Медельїн» з Колумбії.

## Виступи за збірну
9 жовтня 1985 року дебютував в офіційних матчах у складі національної збірної Парагваю в грі проти Чилі, а наступного року поїхав з командою на чемпіонат світу 1986 року у Мексиці. Там Батталья був дублером Роберто Фернандеса і на поле не виходив.
У 1993 році, після тривалої перерви Батталья повернувся до складу збірної Парагваю, а в 1995 році провів дві гри на Кубку Америки 1995 року в Уругваї, замінивши Руїса Діаса.
26 липня 1996 року в Асунсьйоні проти Болівії Батталья провів свій останній матч за національну збірну. Загалом протягом кар'єри у національній команді, яка тривала 12 років, провів у її формі 19 матчів, пропустивши 20 голів.

## Титули і досягнення
- Чемпіон Парагваю (3):

«Олімпія» (Асунсьйон): 1993, 1995, 1997
- Переможець Рекопи Південної Америки (1):

«Олімпія» (Асунсьйон): 1991